# Llaguarres
Llaguarres (en castellà, Laguarres) és un antic municipi de la Ribagorça, de parla catalana. S'incorporà a Capella el 1965 (Decret 4338/64, de 24 de desembre), on el predomini lingüístic és l'aragonès.
La zona forestal (rouredes, alzinars, boixars i matollars) ocupa 2.669 hectàrees.

## Economia
La seua agricultura és de secà i regadiu. Hi ha 92 hectàrees de regadiu dedicades a hortalisses i conreus herbacis. Predominen els cereals al secà (l'ordi, el blat i la civada) en el 68%; el 4% de farratge (esparcet i alfals), i el 23% de conreus llenyosos (oliveres, vinya, ametllers, i arbres fruiters).
També trobem granges de porcs i 400 caps de bestiar oví.

## Serra del castell de Llaguarres
Aquesta serra forma part d'una de les darreres alineacions dels Prepirineus aragonesos. Va en direcció W-E, des de Graus a la serra de l'Ametllera, des d'on segueix fins al Montsec d'Estall. Al cim hi havia l'important castell de Llaguarres. Es coneix que Ramir I d'Aragó i el bisbe d'Urgell van mantenir al castell una entrevista per tractar la jurisdicció de dues esglésies: una de la Ribagorça, i l'altra del Sobrarb, l'església de Gistau (Chistén).